# Segunda División 1997/98
Die Segunda División 1997/98 war die 67. Spielzeit der zweithöchsten spanischen Fußballliga. Sie begann am 30. August 1997 und endete am 16. Mai 1998. Zwischen dem 21. und 25. Mai 1998 wurden die Play-off-Spiele ausgetragen. Meister wurde Deportivo Alavés.

## Vor der Saison
Die 22 Mannschaften trafen an 42 Spieltagen jeweils zweimal aufeinander. Die zwei besten Mannschaften stiegen direkt in die Primera División auf. Der Dritt- und Viertplatzierte spielte gegen den 17. bzw. 18. der Primera División um den Aufstieg. Die letzten vier Vereine stiegen ab.
Als Absteiger aus der Primera División nahmen Rayo Vallecano, FC Extremadura, FC Sevilla, Hércules Alicante und CD Logroñés teil. Aus der Segunda División B kamen FC Elche, Deportivo Xerez, Real Jaén und CD Numancia.

## Abschlusstabelle
| Pl. | Verein                | Sp. | S  | U  | N  | Tore    | Diff. | Punkte |
| --- | --------------------- | --- | -- | -- | -- | ------- | ----- | ------ |
| 1.  | Deportivo Alavés      | 42  | 24 | 10 | 8  | 054:250 | +29   | 82     |
| 2.  | FC Extremadura (A)    | 42  | 23 | 10 | 9  | 060:380 | +22   | 79     |
| 3.  | UD Las Palmas         | 42  | 19 | 16 | 7  | 072:470 | +25   | 73     |
| 4.  | FC Villarreal         | 42  | 19 | 16 | 7  | 051:380 | +13   | 73     |
| 5.  | UE Lleida             | 42  | 18 | 9  | 15 | 050:460 | +4    | 63     |
| 6.  | CD Badajoz            | 42  | 16 | 15 | 11 | 048:370 | +11   | 63     |
| 7.  | FC Sevilla (A)        | 42  | 17 | 11 | 14 | 047:440 | +3    | 62     |
| 8.  | Rayo Vallecano (A)    | 42  | 17 | 9  | 16 | 051:480 | +3    | 60     |
| 9.  | Atlético Madrid B     | 42  | 16 | 12 | 14 | 064:490 | +15   | 60     |
| 10. | SD Eibar              | 42  | 14 | 15 | 13 | 038:320 | +6    | 57     |
| 11. | Hércules Alicante (A) | 42  | 14 | 14 | 14 | 046:430 | +3    | 56     |
| 12. | CD Toledo             | 42  | 14 | 14 | 14 | 043:480 | −5    | 56     |
| 13. | CD Leganés            | 42  | 13 | 14 | 15 | 045:540 | −9    | 53     |
| 14. | Albacete Balompié     | 42  | 13 | 11 | 18 | 041:530 | −12   | 50     |
| 15. | CA Osasuna            | 42  | 13 | 11 | 18 | 036:420 | −6    | 50     |
| 16. | CD Ourense            | 42  | 12 | 13 | 17 | 037:460 | −9    | 49     |
| 17. | CD Numancia (N)       | 42  | 10 | 17 | 15 | 033:500 | −17   | 47     |
| 18. | CD Logroñés (A)       | 42  | 10 | 16 | 16 | 038:430 | −5    | 46     |
| 19. | FC Elche (N)          | 42  | 11 | 12 | 19 | 045:560 | −11   | 45     |
| 20. | Real Jaén (N)         | 42  | 9  | 18 | 15 | 039:520 | −13   | 45     |
| 21. | Deportivo Xerez (N)   | 42  | 8  | 14 | 20 | 024:490 | −25   | 38     |
| 22. | Levante UD            | 42  | 8  | 11 | 23 | 037:590 | −22   | 35     |

Platzierungskriterien: 1. Punkte – 2. Direkter Vergleich (Punkte, Tordifferenz, geschossene Tore) – 3. Tordifferenz – 4. geschossene Tore

| (A) | Absteiger der Saison 1996/97         |
| (N) | Neuaufsteiger der Segunda División B |

## Play-offs
In den Play-offs spielten der Dritt- und Viertplatzierte der Segunda División gegen die Vereine auf Rang 18 und 17 der Primera División um den Aufstieg bzw. Verbleib in Spaniens Eliteliga.
|               | Gesamt    |               | Hinspiel | Rückspiel |
| ------------- | --------- | ------------- | -------- | --------- |
| FC Villarreal | (a)1:1(a) | SD Compostela | 0:0      | 1:1       |
| Real Oviedo   | 4:3       | UD Las Palmas | 3:0      | 1:3       |

## Nach der Saison
Aufsteiger in die Primera División
- 01. – Deportivo Alavés
- 02. – FC Extremadura
- 04. – FC Villarreal

 Absteiger in die Segunda División B
- 19. – FC Elche
- 20. – Real Jaén
- 21. – Deportivo Xerez
- 22. – Levante UD

 Absteiger aus der Primera División
- SD Compostela
- FC Extremadura
- CP Mérida
- Sporting Gijón

 Aufsteiger in die Segunda División
- FC Barcelona B
- FC Málaga
- RCD Mallorca B
- Recreativo Huelva

## Torschützenliste
| Pl. | Nat.                            | Spieler        | Verein           | Tore |
| --- | ------------------------------- | -------------- | ---------------- | ---- |
| 1   | Jugoslawien Bundesrepublik 1992 | Igor Gluščević | FC Extremadura   | 24   |
| 2   | Argentinien                     | Turu Flores    | UD Las Palmas    | 21   |
| 3   | Spanien                         | Eloy Jiménez   | FC Elche         | 20   |
| 4   | Spanien                         | Serrano        | Deportivo Alavés | 19   |
| 5   | Spanien                         | Paco Salillas  | FC Villarreal    | 18   |